# Cornelia Cnoop
Cornelia Cnoop o Cnopp (nacida en 1450) fue una pintora de miniaturas neerlandesa. Un cuadro atribuido a su mano fue expuesto en 1902 en Brujas durante la Exposition des primitifs flamands à Bruges, en el Provinciaal Hof con el número de catálogo 130.
Estuvo casada con el pintor e iluminador de manuscritos Gerard David.
Nació en Brujas, hija del orfebre Jacob Cnoop de Jongere y de Kathelijne uter Vorst. Su padre era decano del gremio de orfebres. Se casó con Gerard David en 1497. Tuvieron una hija, Bárbara. En 1509 su marido donó a la iglesia de los Carmelitas una Virgo inter Virgines, que incluía un autorretrato a la izquierda y un retrato de su esposa a la derecha.